# Eriosema squarrosum
Eriosema squarrosum là một loài thực vật có hoa trong họ Đậu. Loài này được (Thunb.) Walp. miêu tả khoa học đầu tiên.